# Anyphops kraussi
Anyphops kraussi är en spindelart som först beskrevs av Pocock 1898.  Anyphops kraussi ingår i släktet Anyphops och familjen Selenopidae. Inga underarter finns listade i Catalogue of Life.